# Cyclopropylacetonitril
Cyclopropylacetonitril is een cyclopropaanderivaat. Het is een tussenproduct bij de synthese van verschillende farmaceutische stoffen. 

## Synthese
Dit nitril kan bereid worden door cyclopropylmethylbromide of -chloride (hetgeen het resultaat is van de halogenering van cyclopropylmethanol) met het cyanide van een alkalimetaal te laten reageren. Natriumcyanide is hiervoor geschikt.